# Lijst van personen overleden in november 2012
Dit is een lijst van bekende personen die zijn overleden in november 2012.

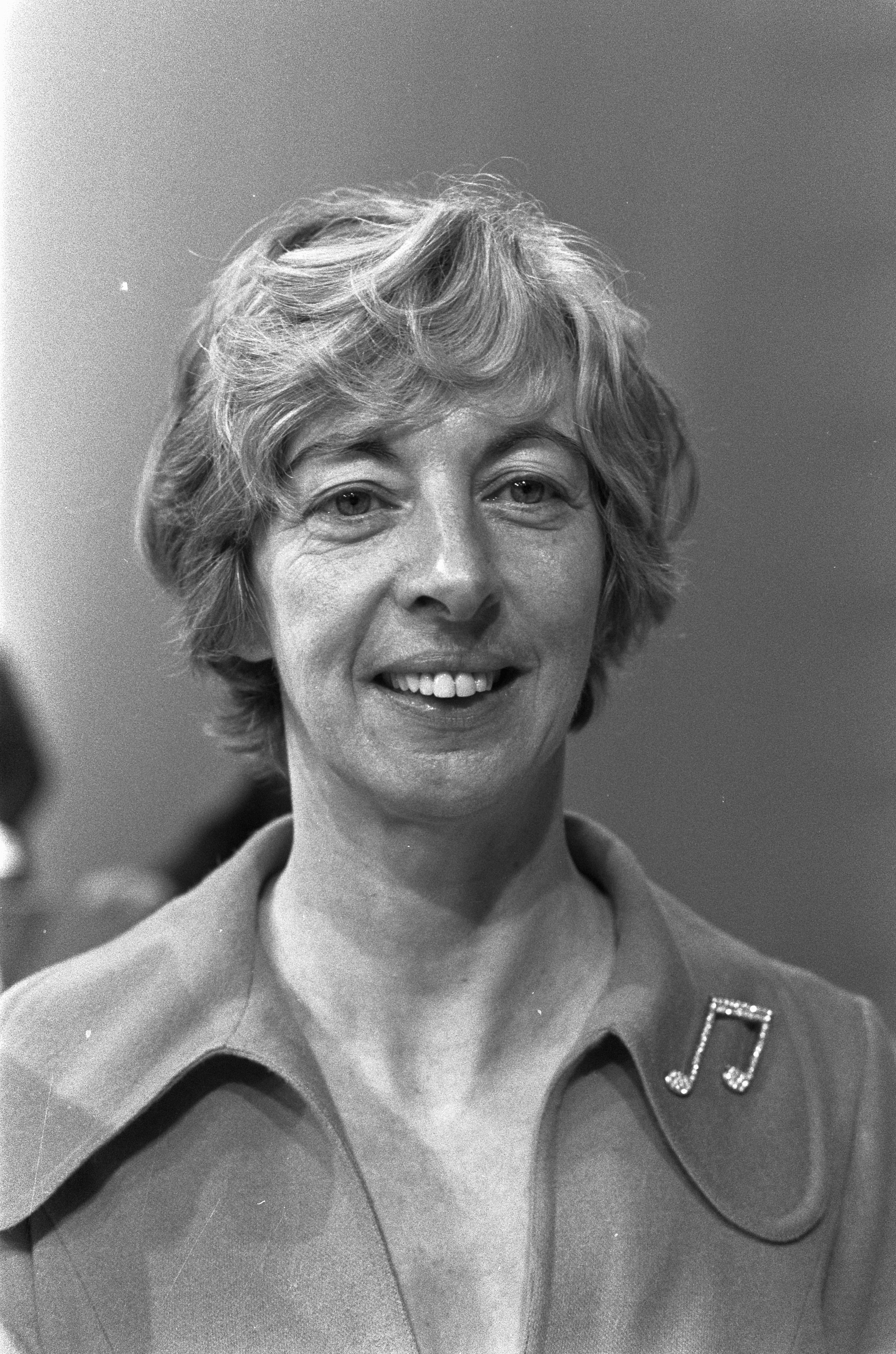
Hetty Blok
6 november

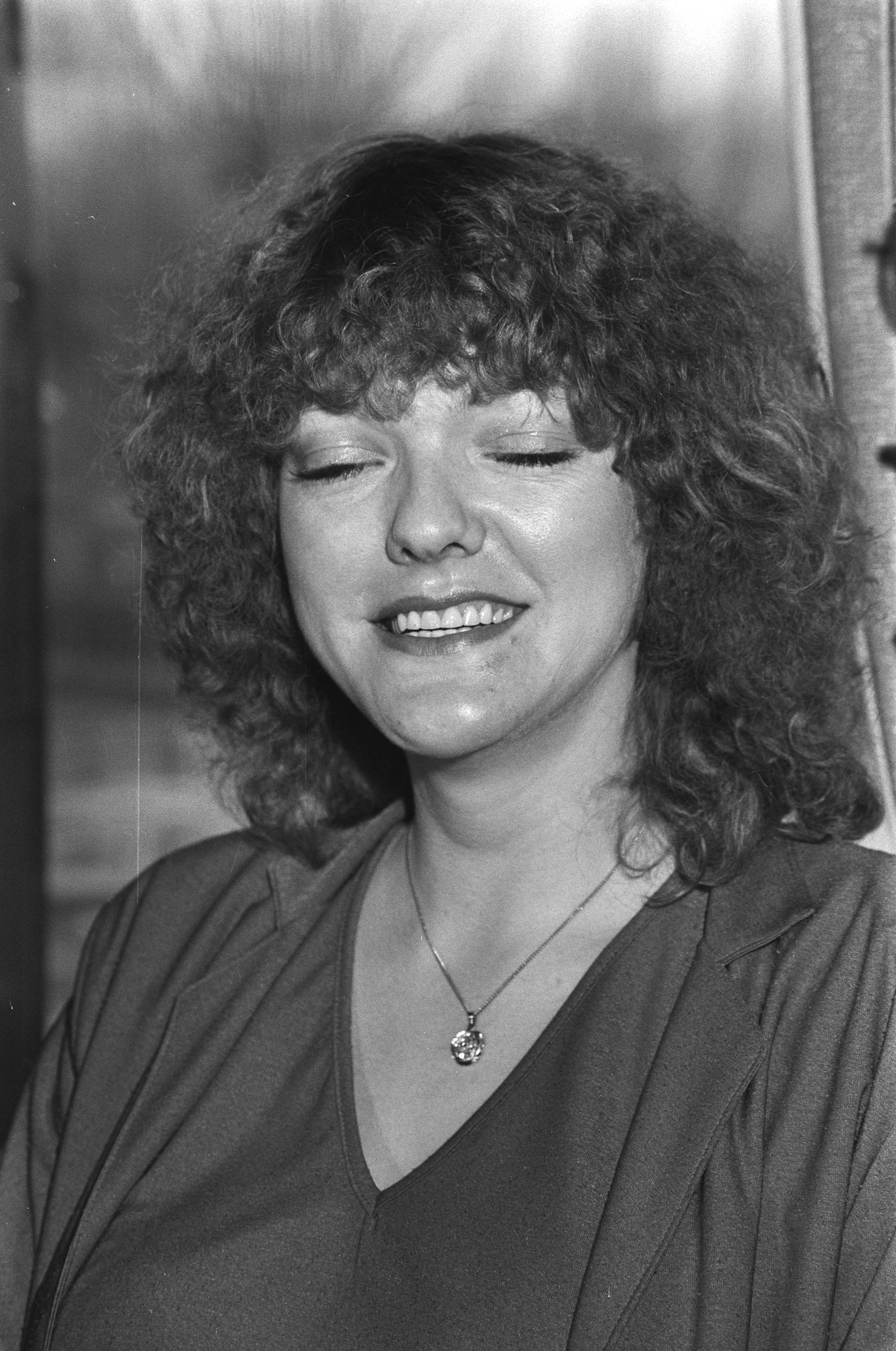
Miggy
7 november

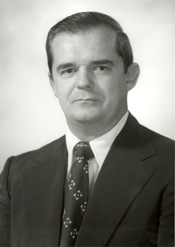
Joseph D. Early
9 november

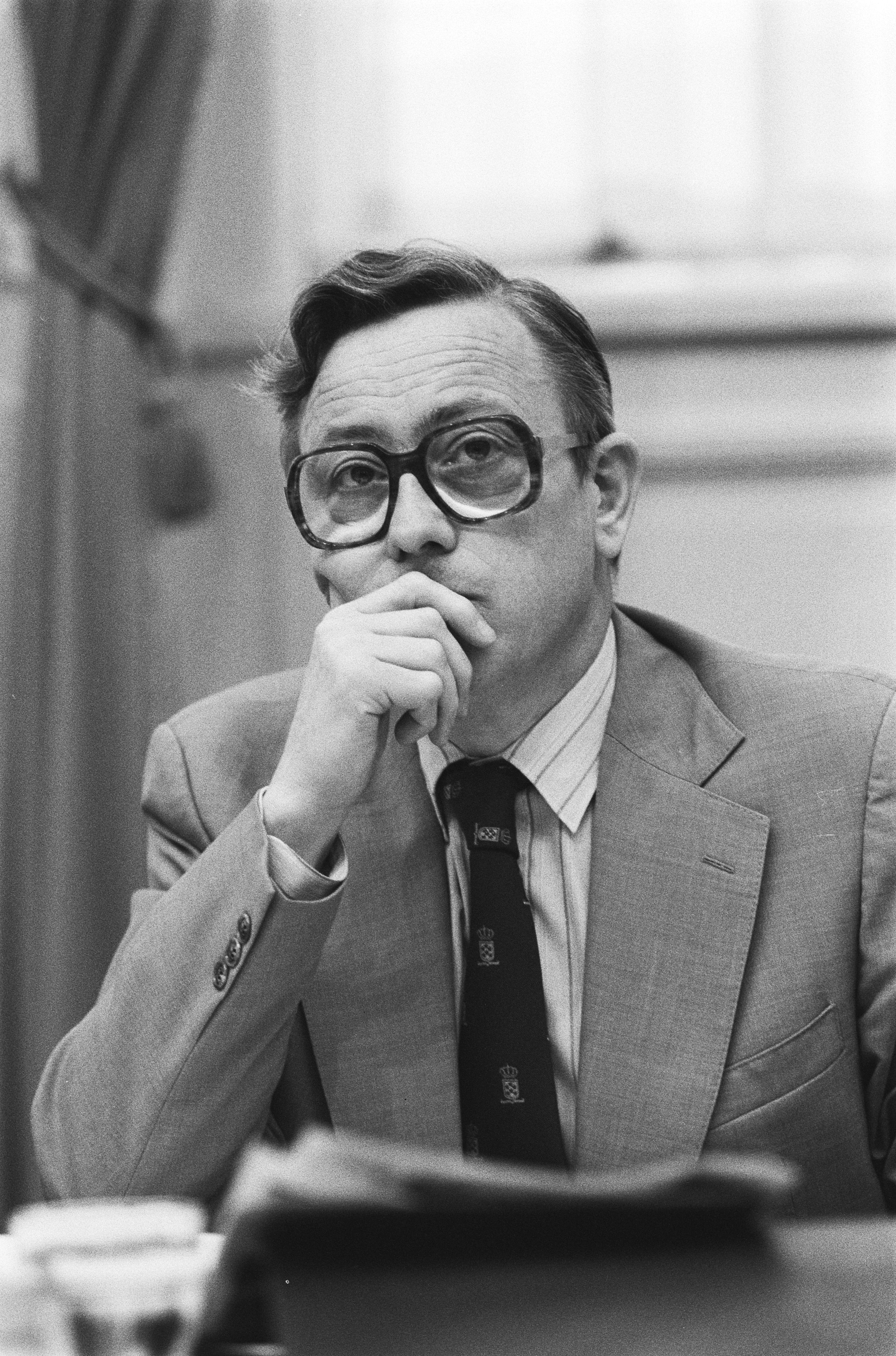
Piet van Zeil
10 november

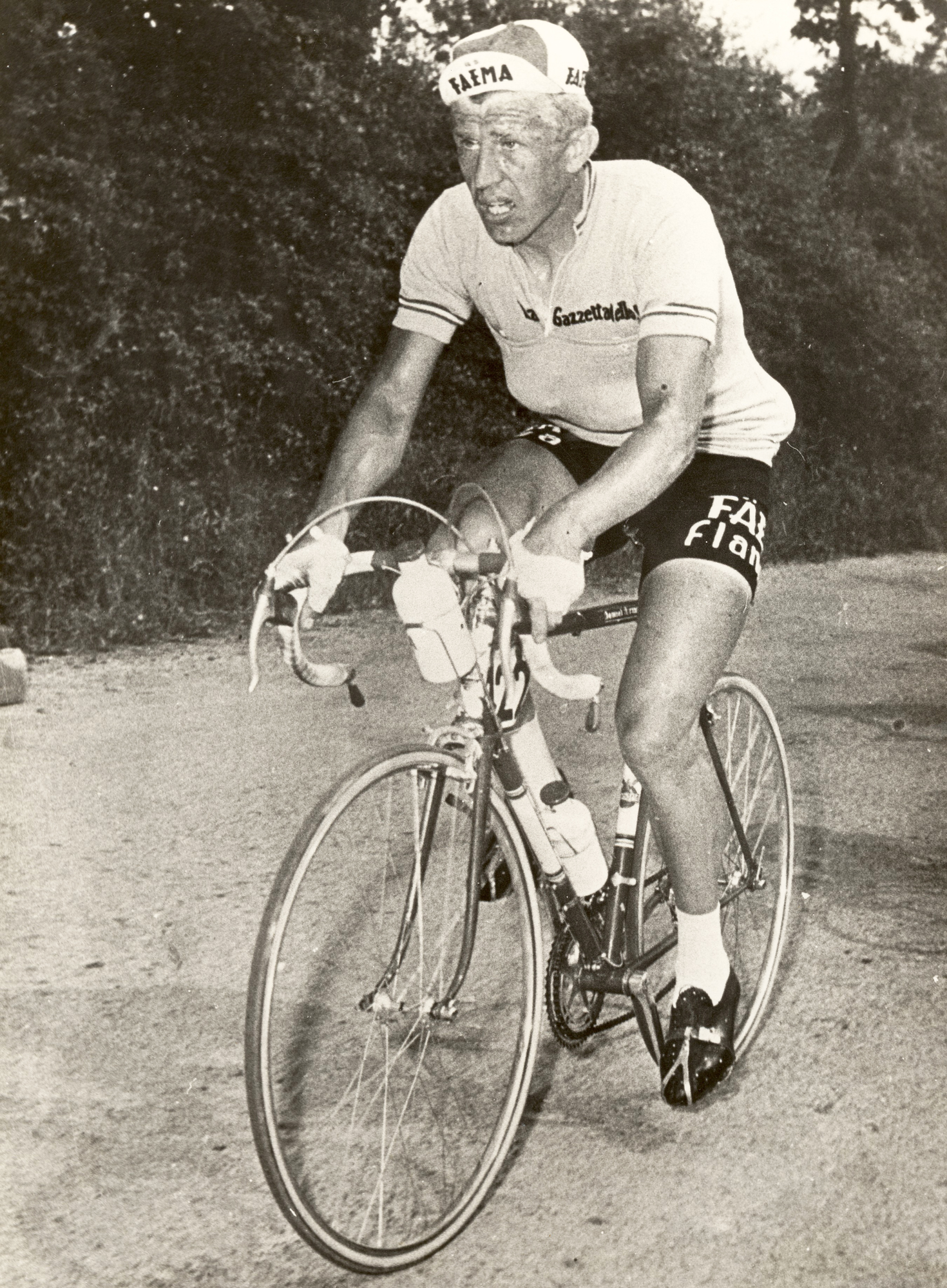
Armand Desmet
17 november

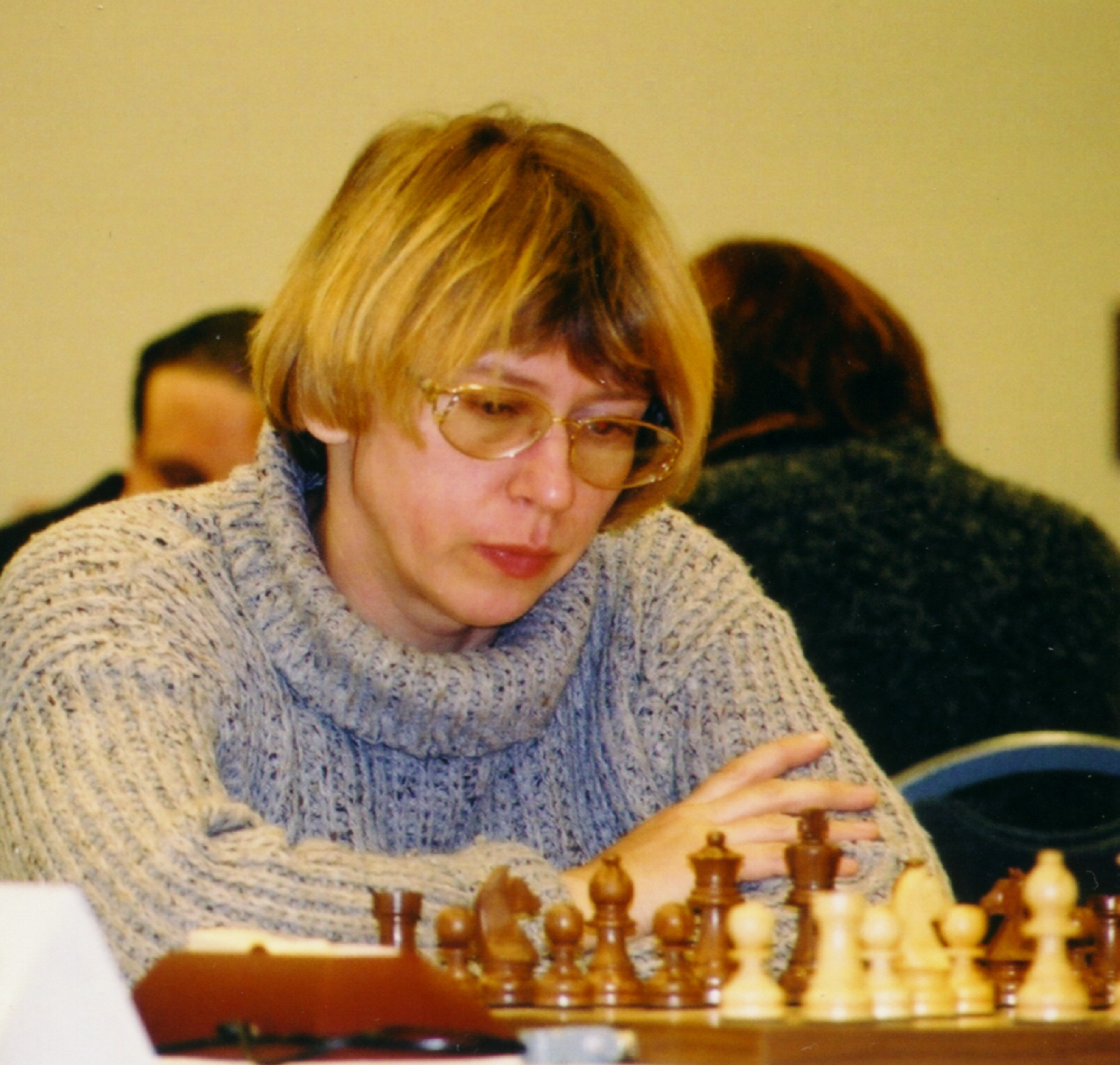
Jelena Achmilovskaja
18 november

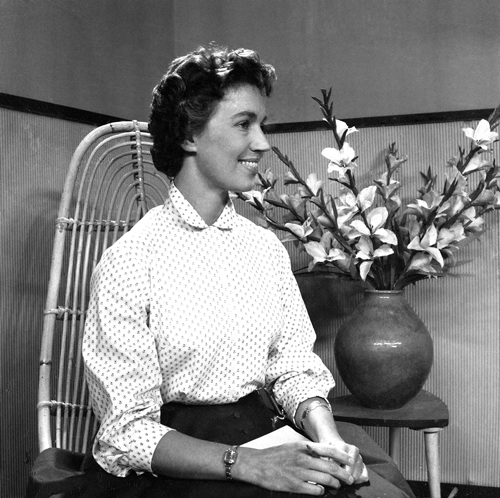
Hannie Lips
19 november

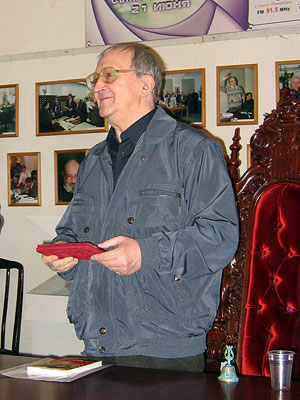
Boris Stroegatski
19 november

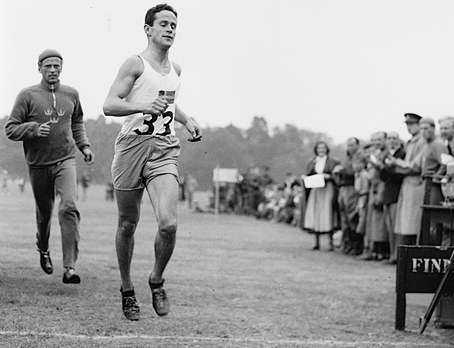
William Grut in 1948
20 november

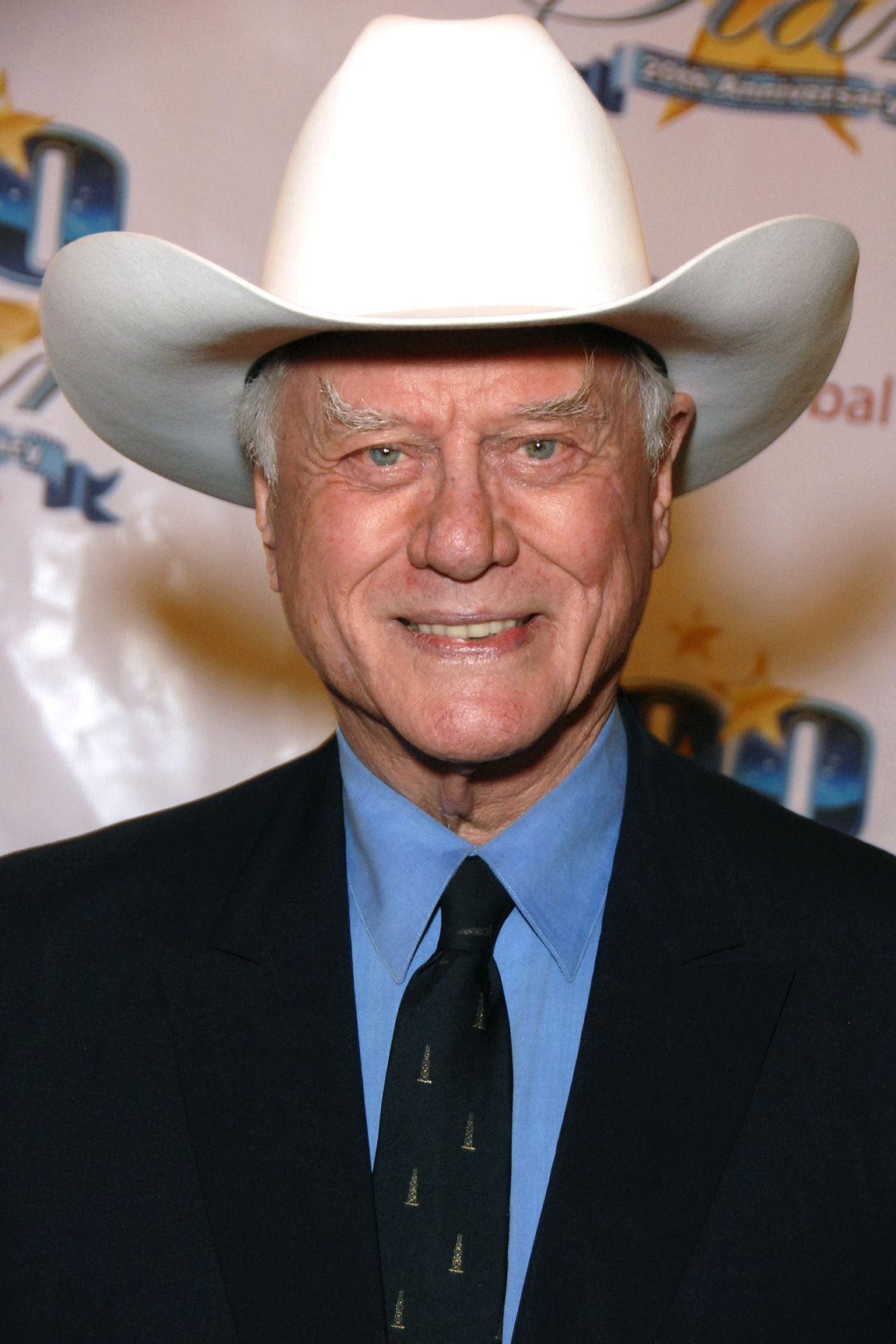
Larry Hagman
23 november

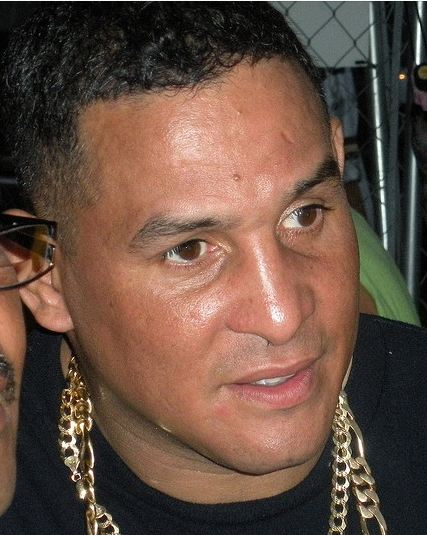
Héctor Camacho
24 november

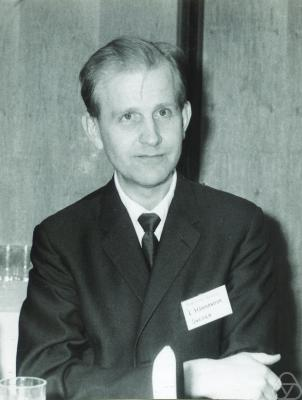
Lars Hörmander
25 november

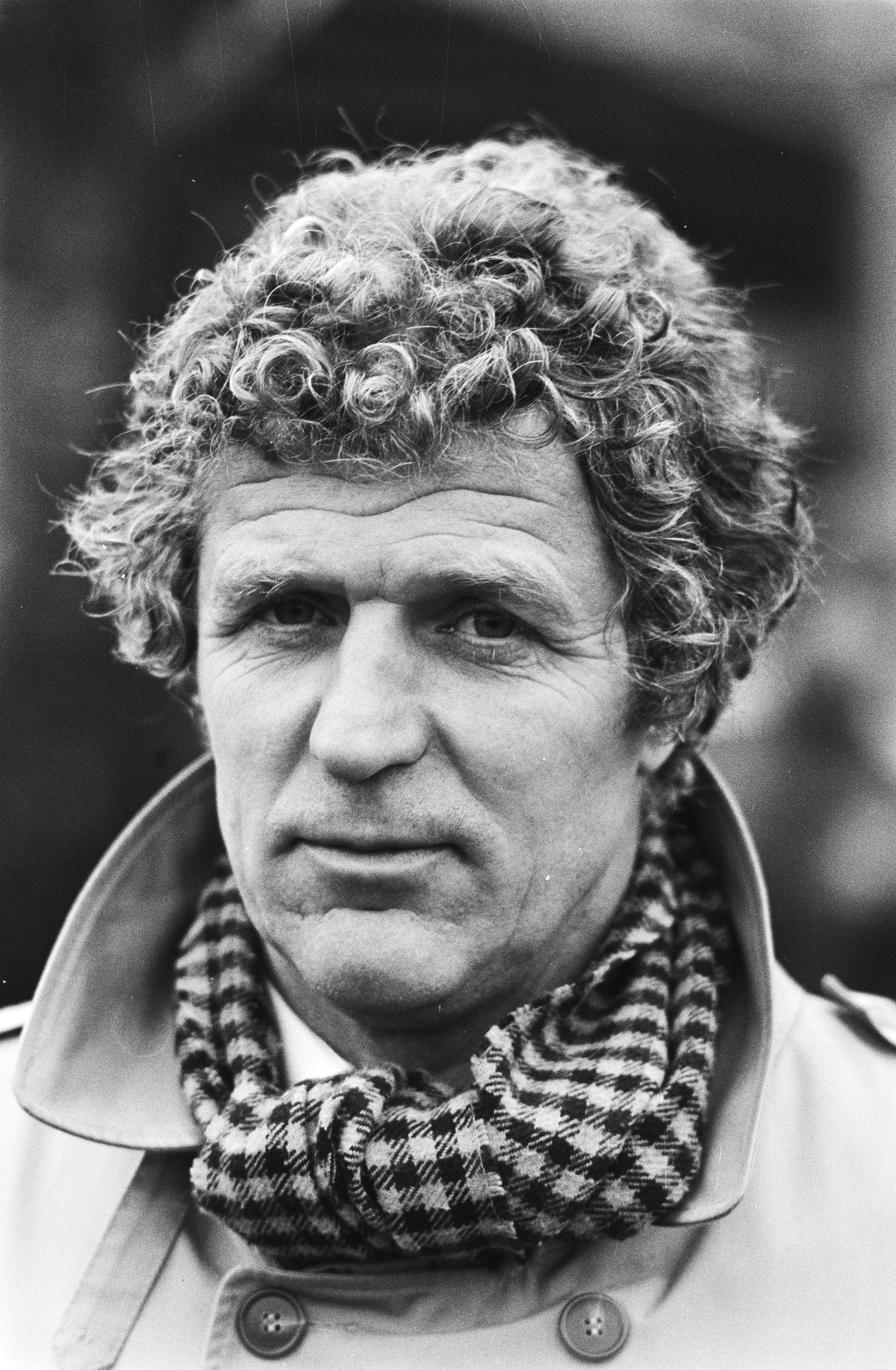
Ab Fafié
28 november

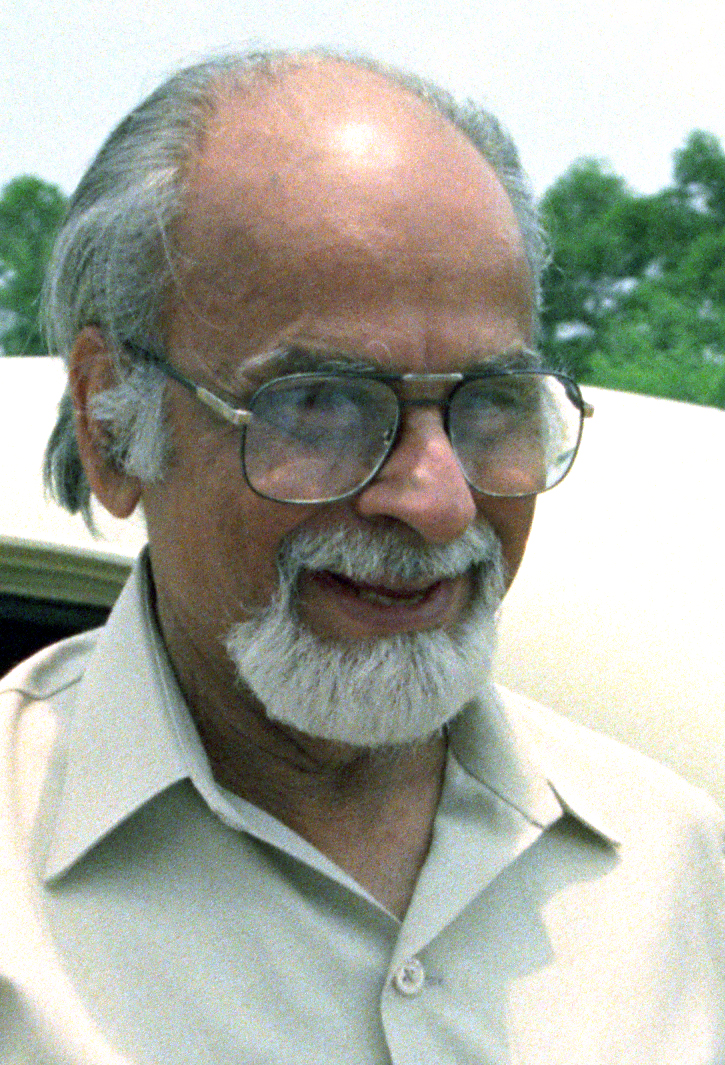
Inder Gujral
30 november

| 1 | 2 | 3 | 4 | 5 | 6 | 7 | 8 | 9 | 10 | 11 | 12 | 13 | 14 | 15 | 16 | 17 | 18 | 19 | 20 | 21 | 22 | 23 | 24 | 25 | 26 | 27 | 28 | 29 | 30 |
| - | - | - | - | - | - | - | - | - | -- | -- | -- | -- | -- | -- | -- | -- | -- | -- | -- | -- | -- | -- | -- | -- | -- | -- | -- | -- | -- |

### 1 november
- Gae Aulenti (84), Italiaans architect en designer[1]
- Hennah Buyne (60), Nederlands politicus en rechter[2]
- Jan Crutchfield (74), Amerikaans zanger en songwriter[3]
- Jan Louwers (82), Nederlands voetballer[4]
- Mitchell Adam Lucker (28), Amerikaans zanger[5]

### 2 november
- Milt Campbell (78), Amerikaans tienkamper[6]
- Peter Koops (64), Nederlands popjournalist[7]
- Hans Lindgren (80), Zweeds acteur[8]
- Pino Rauti (85), Italiaans politicus[9]

### 3 november
- Odd Børretzen (85), Noors folkzanger, kunstenaar, vertaler en tekstschrijver[10]

### 4 november
- Ted Curson (77), Amerikaans jazzmuzikant[11]
- Hans Frisch (71), Nederlands beeldend kunstenaar[12]
- Beverley Goodway (69), Brits glamourfotograaf[13]
- Jacques van der Heijden (79), Nederlands burgemeester[14]

### 5 november
- Olympe Bradna (92), Frans-Amerikaans actrice en danseres[15]
- Elliott Carter (103), Amerikaans componist[16]
- Leonardo Favio (74), Argentijns acteur, zanger en filmregisseur[17]

### 6 november
- Hetty Blok (92), Nederlands actrice, zangeres en cabaretière[18]
- Charles Delporte (83), Belgisch schilder en beeldhouwer[19]
- Vladimír Jiránek (74), Tsjecho-Slowaaks cartoonist[20]
- Carmen Martínez Sierra (108), Spaans actrice[21]
- Ivor Power (96), Brits voetballer[22]
- Clive Dunn (92), Brits acteur en zanger[23]
- Jules Theeuwes (68), Nederlands hoogleraar[24]

### 7 november
- Carmen Basilio (85), Amerikaans bokser[25]
- Aleksandr Berkoetov (79), Russisch roeier[26]
- Heinz-Jürgen Blome (65), Duits voetballer[27]
- Ellen Douglas (91), Amerikaans schrijfster[28]
- Cleve Duncan (77), Amerikaans zanger[29]
- Miggy (51), Nederlands zangeres[30]
- Joy Parker (90), Brits actrice[31]
- Richard Robbins (71), Amerikaans filmcomponist[32]

### 8 november
- Lucille Bliss (96), Amerikaans (stem)actrice[33]
- Bobby Gilfillan (74), Schots voetballer[34]
- Cornel Lucas (92), Brits fotograaf[35]
- Ian Pearce (90), Australisch pianist[36]
- Marius Prein (81), Nederlands poppenspeler[37]
- Peter Kuhlmann (Pete Namlook) (51), Duits producer[38]

### 9 november
- Milan Čič (80), Slowaaks president[39]
- Joseph Early (79), Amerikaans politicus[40]
- Bobbie Jordan  (75), Amerikaans actrice[41]
- Will van Kralingen (61), Nederlands actrice[42]
- Pat Renella  (83), Amerikaans acteur[43]
- Bill Tarmey (71), Brits acteur[44]

### 10 november
- Nanne Tepper (50), Nederlands auteur[45]
- Piet van Zeil (85), Nederlands politicus, staatssecretaris en burgemeester[46]

### 11 november
- John Frederick (96), Amerikaans westernacteur[47]
- Rex Hunt (86), Brits diplomaat en oud-gouverneur[48]
- Victor Mees (85), Belgisch voetballer[49]
- Hans Valk (84), Nederlands militair[50]

### 12 november
- James Farrington (90), Brits oud-veteraan[51]
- Sergio Oliva (71), Cubaans bodybuilder en acteur[52]
- Daniel Stern (78), Amerikaans psychoanalyticus en psychiater[53]
- Ronald Stretton (82), Brits baanwielrenner[54]

### 13 november
- Will Barnet (101), Amerikaans kunstschilder en tekenaar[55]
- Yao Defen (40), Chinese vrouw, langste vrouw ter wereld[56]
- Jack Gilbert (87), Amerikaans dichter[57]
- Annie de Haan-Langeveld (92), Nederlands natuurbeschermster[58]
- Don McArt (90), Amerikaans acteur[59]
- Manuel Peña Escontrela (46), Spaans voetballer[60]
- Robert Shirley (83), Brits politicus[61]

### 14 november
- Alex Alves (37), Braziliaans voetballer[62]
- Enrique Beech (92), Filipijns voetballer en schietsporter[63]
- Martin Fay (76), Iers violist[64]
- Ahmed Jabari (52), Palestijns politicus[65]
- Bill Saito (75), Amerikaans acteur[66]
- Ab van der Steur (74), Nederlands kleermaker, historicus, publicist en antiquaar[67]

### 15 november
- Théophile Abega (58), Kameroens voetballer[68]
- Luís Carreira (35), Portugees motorcoureur[69]
- Gerrit Oosting (71), Nederlands burgemeester[70]
- Keith Ripley (77), Engels voetballer[71]
- Frode Thingnæs (72), Noors componist, dirigent en (jazz)trombonist[72]

### 16 november
- Fernando Casanova (85), Mexicaans westernacteur[73]
- Marinus (86), Nederlands columnist[74]
- William Turnbull (90), Brits beeldhouwer en kunstschilder[75]

### 17 november
- Armand Desmet (81), Belgisch wielrenner[76]
- Katherine Kath (92), Frans actrice[77]
- Billy Scott (70), Amerikaans rhythm-and-bluesmuzikant en zanger[78]
- Bé Stam (73), Nederlands politicus[79]

### 18 november
- Jelena Achmilovskaja (55), Amerikaans schaakgrootmeester[80]
- Emilio Aragón Bermúdez (83), Spaans clown, accordeonist en zanger[81]
- Jurjen Jan Hoeksema (82), Nederlands burgemeester[82]
- Kenny Morgans (73), Brits voetballer[83]

### 19 november
- Pete La Roca (74), Amerikaanse drummer[84]
- Hannie Lips (88), Nederlands televisieomroepster[85]
- Boris Stroegatski (79), Russisch schrijver[86]

### 20 november
- Pedro Bantigue (92), Filipijns geestelijke[87]
- Michael Dunford (63?), Brits gitarist[88]
- William Grut (98), Zweeds vijfkampatleet en winnaar olympisch goud[89]
- Frans Kusters (63), Nederlands schrijver[90]

### 21 november
- Lois Bewley (78), Amerikaans ballerina en danseres[91]
- Kees Bleichrodt (60), Nederlands directeur[92]
- Piet Kaas (80), Nederlands voetballer[93]
- Ajmal Kasab (25), Pakistaans terrorist[94]
- Austin Peralta (22), Amerikaans jazzpianist en componist[95]
- Deborah Raffin (59), Amerikaans actrice[96]
- Wynand Wijnen (78), Nederlands hoogleraar onderwijskunde[97]

### 22 november
- Bryce Courtenay (79), Australisch schrijver[98]
- Raimund Krauth (59), Duits voetballer[99]

### 23 november
- Jan Bons (94), Nederlands kunstenaar[100]
- Larry Hagman (81), Amerikaans acteur[101]
- Lisa de Kooning (56), Amerikaans beeldhouwer[102]
- André Kroon (85), Nederlands voetbalbestuurder en honkballer[103]
- Nelson Prudêncio (68), Braziliaans atleet[104]
- Bart Mesotten (89), Belgisch norbertijn, taalkundige en haiku-dichter[105]

### 24 november
- Héctor Camacho (50), Puerto Ricaans bokser[106]
- Spitz Kohn (79), Luxemburgs voetballer en voetbaltrainer[107]
- Heinz Werner Kraehkamp (63), Duits acteur, regisseur en auteur[108]
- Tony Leblanc (90), Spaans acteur, regisseur en komiek[109]
- Chris Stamp (70), Brits cineast en uitvoerend producent[110]
- Moniek Toebosch (64), Nederlands beeldend en performancekunstenaar en actrice[111]

### 25 november
- Earl Carroll (75), Amerikaans rhythm-and-blueszanger[112]
- Jonieke van Es, Nederlands kunsthistorica[113]
- Simeon ten Holt (89), Nederlands componist[114]
- Lars Hörmander (81), Zweeds wiskundige[115]
- Jorrit Jorritsma (66), Nederlands schaatser, schaatscoach en radioverslaggever[116]
- Tom Robinson (74), Bahamaans atleet[117]
- Dave Sexton (82), Brits voetbaltrainer[118]
- Dinah Sheridan (92), Brits actrice[119]

### 26 november
- Celso Advento Castillo (69), Filipijns filmregisseur en scenarioschrijver[120]
- Joseph Murray (93), Amerikaans chirurg[121]

### 27 november
- Mickey Baker (87), Amerikaans gitarist[122]
- Erik Izraelewicz (58), Frans journalist[123]
- Frederick Neumann (86), Amerikaans acteur en regisseur[124]
- Herbert Oberhofer (57), Oostenrijks voetballer[125]

### 28 november
- John van Buren (61), Nederlands componist, dirigent, musicus en tekstschrijver[126]
- Gloria Davy (81), Amerikaans sopraanzangeres[127]
- Ab Fafié (71), Nederlands voetballer en voetbaltrainer[128]
- Spain Rodriguez (72), Amerikaans striptekenaar[129]

### 29 november
- Fred Bosman (65), Nederlands psychiater[130]
- Susan Luckey (74), Amerikaans actrice[131]
- Ben Tatar (82), Amerikaans acteur[132]

### 30 november
- Barry Berkus (77), Amerikaans architect[133]
- Inder Gujral (92), Indiaas premier[134]

1900 ·
1901 ·
1902 ·
1903 ·
1904 ·
1905 ·
1906 ·
1907 ·
1908 ·
1909 ·
1910 ·
1911 ·
1912 ·
1913 ·
1914 ·
1915 ·
1916 ·
1917 ·
1918 ·
1919 ·
1920 ·
1921 ·
1922 ·
1923 ·
1924 ·
1925 ·
1926 ·
1927 ·
1928 ·
1929 ·
1930 ·
1931 ·
1932 ·
1933 ·
1934 ·
1935 ·
1936 ·
1937 ·
1938 ·
1939 ·
1940 ·
1941 ·
1942 ·
1943 ·
1944 ·
1945 ·
1946 ·
1947 ·
1948 ·
1949 ·
1950 ·
1951 ·
1952 ·
1953 ·
1954 ·
1955 ·
1956 ·
1957 ·
1958 ·
1959 ·
1960 ·
1961 ·
1962 ·
1963 ·
1964 ·
1965 ·
1966 ·
1967 ·
1968 ·
1969 ·
1970 ·
1971 ·
1972 ·
1973 ·
1974 ·
1975 ·
1976 ·
1977 ·
1978 ·
1979 ·
1980 ·
1981 ·
1982 ·
1983 ·
1984 ·
1985 ·
1986 ·
1987 ·
1988 ·
1989 ·
1990 ·
1991 ·
1992 ·
1993 ·
1994 ·
1995 ·
1996 ·
1997 ·
1998 ·
1999 ·
2000 ·
2001 ·
2002 ·
2003 ·
2004 ·
2005 ·
2006 ·
2007 ·
2008 ·
2009 ·
2010 ·
2011 ·
2012 ·
2013 ·
2014 ·
2015 ·
2016 ·
2017 ·
2018 ·
2019 ·
2020 ·
2021 ·
2022 ·
2023 ·
2024 ·
2025